# …Nada como el sol
| Оценки критиков | Оценки критиков |
| Источник        | Оценка          |
| --------------- | --------------- |
| AllMusic        | [ 1 ]           |

…Nada como el sol — мини-альбом британского рок-музыканта Стинга, содержащий пять композиций из альбома …Nothing Like the Sun, исполненных на испанском и португальском языках.

## Список композиций
Все композиции написаны Стингом, за исключением отмеченных.
1. Mariposa Libre (Джими Хендрикс) — 4:54
2. Frágil [На португальском] — 3:50
3. Si Estamos Juntos — 4:16
4. Ellas Danzan Solas (Cueca Solas) — 7:17
5. Fragilidad [На испанском] — 3:52

## Участники записи
- Стинг — основной музыкант и вокалист